# 島津御平
島津 御平（しまづ おひら、天文20年8月22日（1551年9月22日） - 慶長8年11月12日（1603年12月14日））は、戦国時代から江戸時代初期の女性。島津義久の長女。母は島津忠良の娘・花舜夫人。島津義虎の正室。子は忠隣、忠清、忠栄、入来院重高、忠豊。異母妹は新城（島津彰久室）、亀寿（島津久保室、後に島津忠恒室）。
天文20年（1551年）に島津義久の長女として生まれる。母は義久の正室・花舜夫人。初名は不明だが、長じて御平と名乗る。薩州家島津義虎に嫁いだ時期は不明だが、永禄12年（1569年）に忠隣を、元亀2年（1571年）に忠清を、天正3年（1575年）に忠栄を、天正7年（1579年）に忠富、天正9年（1581年）に忠豊を生む。天正13年（1585年）、夫・義虎が死去。それに伴い薩州家の家督は義虎の長男・忠辰が継ぐ。文禄元年（1593年）、忠辰が文禄の役の際一度も島津義弘に助力しないため忠辰を糾問し、その間豊臣秀吉の命により御平と忠辰の妻子は名護屋に連行された。その後、忠辰は改易となり薩州家は断絶した。文禄2年（1593年）夏頃、忠清、忠富、忠豊は小西行長に連行され、宇土（現熊本県宇土市）に連れ去られる。この頃、御平の動向は不明である。薩摩国に送還されたと思われる。慶長8年（1603年）、上井で死去。享年53。戒名「蓮昌妙守庵主」。